# 에픽: 숲속의 전설
《에픽: 숲속의 전설》(영어: Epic)은 2013년 5월 24일 개봉된 미국의 3D 그래픽 판타지 애니메이션 영화다.